# Luttermöller-Achsantrieb
Als Luttermöller-Achsantrieb bezeichnet man eine Getriebe-Konstruktion zur Verbesserung der Kurvenläufigkeit von Dampflokomotiven.
Lokomotiven mit mehreren durch Kuppelstangen miteinander verbundenen Achsen bzw. Radsätzen können enge Kurven weniger gut durchfahren. Um dem abzuhelfen, konstruierte der Maschinenbau-Ingenieur Gustav Luttermöller (1868–1954), Direktor der Lokomotivfabrik Drewitz der Orenstein & Koppel AG, den nach ihm benannten Achsantrieb. Hierbei werden die äußeren von mehreren hintereinander angeordneten Treibrad-Sätzen nicht an Kurbelzapfen mit Kuppelstangen außen am Rad, sondern durch mittig auf den Achsen der Radsätze angeordnete Zahnräder verbunden. Die Achsen sind am Rahmen um ein gewisses Maß quer zur Mitte der Schiene verschiebbar gelagert, ebenso können sich die Zahnräder gegeneinander verschieben. Damit wird ein reibungsärmerer Kurvenlauf erreicht.

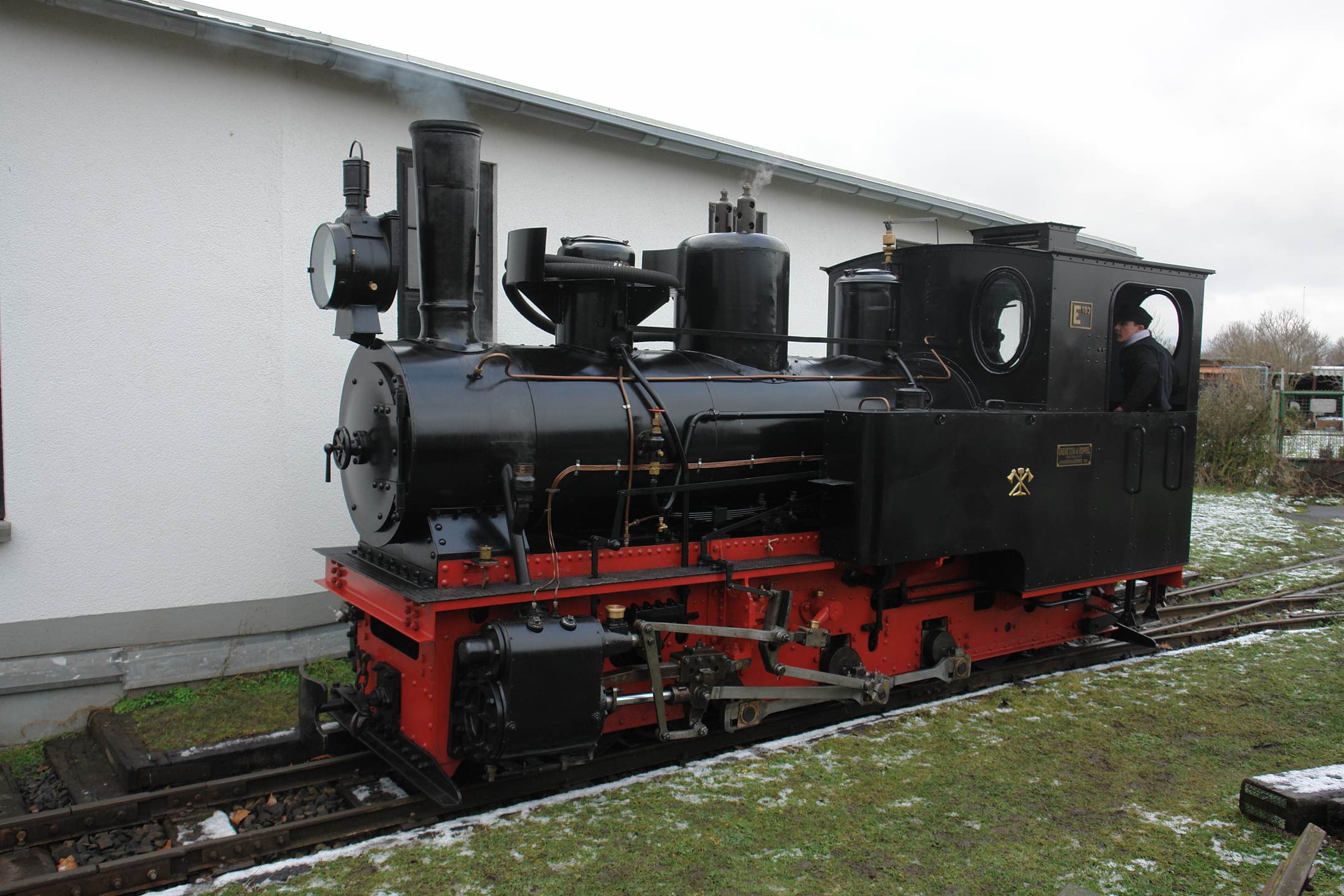
IJA E103

Für die Hamburger Hafenbahn mit ihren engen Kurven wurde die fünffach gekuppelte Baureihe 87 mit zwei Luttermöller-Endachsen gebaut. Die Auslieferung der 16 Lokomotiven dieser Bauart begann im Jahr 1928. Bereits 1954 wurden die Fahrzeuge wieder ausgemustert, da sie bei höheren Geschwindigkeiten zum Heißlaufen neigten und daher nur im Rangierdienst eingesetzt werden konnten.
Von der privaten Südharz-Eisenbahn-Gesellschaft (SHE) wurde 1928 bei Orenstein & Koppel eine fünfachsige Meterspur-Dampflokomotive mit dem System Luttermöller für die Schmalspurbahn Walkenried–Braunlage/Tanne beschafft (Betriebsnummer 61). Sie bewährte sich auf der kurvenreichen Strecke so gut, dass 1930 auch zwei Mallet-Lokomotiven von Henschel & Sohn aus dem Jahr 1925 auf das Luttermöller-System umgerüstet wurden (Betriebsnummern 56 und 57). Henschel & Sohn musste dazu eine Lizenz zum Verwenden des Luttermöller-Antriebs von Orenstein & Koppel erwerben.
Bei der speziell für die umgespurte Müglitztalbahn mit ihren engen Radien vorgesehenen DR-Baureihe 84 erhielten zwei 1935 von Orenstein & Koppel gelieferten Probelokomotiven ebenfalls den Luttermöller-Antrieb. Der Antrieb bewährte sich hier jedoch nicht, die Serienlieferung von BMAG ab 1938 erhielt das in den beiden anderen, von BMAG gelieferten Probelokomotiven verwendete Schwartzkopff-Eckhardt-Lenkgestell.
Weitere Anwendung fand der Luttermöller-Achsantrieb bei Schmalspurbahnen auf Java.